# Duguetia macrocalyx
Duguetia macrocalyx är en kirimojaväxtart som beskrevs av Robert Elias Fries. Duguetia macrocalyx ingår i släktet Duguetia och familjen kirimojaväxter. Inga underarter finns listade i Catalogue of Life.